# Dungeons & Dragons
Dungeons & Dragons, förkortat D&D eller DnD, är ett amerikanskt bordsrollspel som ursprungligen skapades av Gary Gygax och Dave Arneson och som publicerades för första gången 1974 av Gygax företag Tactical Studies Rules, Inc. (TSR). I dag (2012) publiceras det av Wizards of the Coast – sedan 1999 ett dotterbolag till Hasbro. Spelet har sitt ursprung i figurspel med en variation av regelkärnan från spelet Chainmail. Publiceringen av D&D är vitt ansedd som början av de moderna rollspelen och i förlängningen hela rollspelsindustrin.
I D&D skapar spelarna rollpersoner (en: player characters) som ger sig ut på fantastiska äventyr i en fantasy-spelvärld. En spelledare (en: dungeon master) fungerar som spelets domare och berättare, samtidigt som han eller hon bibehåller spelvärlden i vilken äventyren utspelas. Under varje spelträff lyssnar spelarna till beskrivningar av deras rollpersoners omgivningar, tillika ytterligare information och potentiella val som spelledaren ger, och utifrån det beskriver hur de reagerar. Rollpersonerna bildar en grupp som interagerar med spelvärldens invånare (och med varandra). Tillsammans löser de problem, deltar i strider och samlar skatter och kunskap. Under denna process tilldelas rollpersonerna erfarenhetspoäng (en: experience points) som används till att bli alltmer mäktiga över en serie av spelträffar. D&D skiljer sig från traditionella krigsspel då det låter varje spelare sköta en specifik karaktär (rollperson) istället för en militär formation. Figurer eller markörer som placeras ut på ett rutnät används ibland för att representera karaktärerna.
Den tidiga framgången för Dungeons & Dragons ledde till en snabb ökning av liknande spel, som till exempel Tunnels and Trolls , Traveller och RuneQuest. Trots konkurrensen dominerar D&D rollspelsindustrin och innehar en nästan ointaglig marknadsposition.
1977 delades spelet upp i två versioner: det enklare Dungeons & Dragons och det mer komplexa Advanced Dungeons & Dragons (förkortas som AD&D eller ADnD). AD&D 2nd Edition publicerades 1989. Under 2000 lades den enklare version av spelet ned och den komplexa versionen döptes om till Dungeons & Dragons i och med publiceringen av den tredje upplagan (en: 3rd Edition). Dungeons & Dragons v.3.5 (även känd som Revised 3rd Edition eller D&D3.5) släpptes i juni 2003. Den fjärde upplagan (en: 4th Edition) släpptes 6 juni 2008.. Nuvarande version (Dungeons & Dragons 5e) släpptes under andra halvan av 2014.
2006 är fortfarande Dungeons & Dragons det mest välkända och bäst säljande rollspelet. Uppskattningsvis har 20 miljoner personer världen över spelat spelet och det har sålts böcker och tillbehör för mer än en miljard dollar (~8 miljarder svenska kronor).

## På svenska
1986 gavs D&D ut på svenska av Titan Games i form av D&D basregler. Inom ett år hade även D&D expertregler och totalt fem äventyrsmoduler kommit ut. Utgivningen upphörde dock därefter, just när de stod i begrepp att även ge ut Advanced Dungeons & Dragons på svenska.
På senare tid har en ny version på svenska kommit från en av medarbetarna på gamla Titan Games. Den kallas Dunder och Drakar och kan hämtas gratis från upphovsmannens webbplats. Den baseras på den SRD (System Reference Document) som utgivarna av D&D skapat och som innehåller reglerna för version 3.5 av spelet.

## Nutid
TSR köptes upp av Wizards of the Coast som 2000 släppte den mycket omarbetade 3:e upplagan. I 3:e upplagan är klass-systemet lösare, stridssystemet mer strukturerat och magisystemet bättre balanserat. 2003 släpptes den reviderade upplagan kallad 3.5. Det är en uppdaterad och mer balanserad upplaga av spelet, som det nu kommit en uppsjö av tilläggsböcker till. Sedan 3:e utgåvan har grunden för D&D varit d20-systemet.  Fjärde upplagan (en: 4th Edition) släpptes 6 juni 2008. Den nuvarande upplagan (Dungeons & Dragons 5e) släpptes under andra halvan av 2014.

## Grundsystem
Dungeons & Dragons använder det så kallade d20-systemet. Det kallas så på grund av att all handlingsresolution, oavsett om man till exempel försöker träffa någon med ett vapen, försöker smyga förbi en ouppmärksam vaktpost eller undvika att bli påverkad av en besvärjelse, avgörs genom att man slår en tjugosidig tärning och försöker komma över en viss siffra för att lyckas. Denna siffra, kallad svårighetsgrad (difficulty class), är olika hög beroende på hur lätt eller svårt det man försöker göra anses vara.
Andra tärningar som används i d20-systemet, förutom tjugosidiga, är fyrsidiga, sexsidiga, åttasidiga, tiosidiga och tolvsidiga tärningar.
Ett flertal andra rollspel, förutom Dungeons & Dragons, använder d20-systemet, bland annat Star Wars Roleplaying Game och Stargate SG1: The Roleplaying Game, för att bara nämna några.
D20-systemet ligger under en så kallad "öppen spellicens" Open Gaming License, vilket innebär att vem som helst, så länge vissa krav från upphovsmännen Wizards of the Coast följs, får kommersiellt publicera rollspel och rollspelsmaterial som använder systemet. 

### Magi
All magi i Dungeons & Dragons kan delas in i två grupper; gudomlig magi (divine magic) och mystisk magi (arcane magic). Gemensamt för utövare av båda grupperna är att de en gång om dagen måste förbereda vilka besvärjelser de vill kunna kasta. Alla magikunniga har tillgång till fler besvärjelser än de kan förbereda, så detta val kan vara mycket viktigt. Undantaget från denna regel är besvärjare (sorcerers) och klassen warlock som kan välja fritt bland de besvärjelser de har tillgång till.  
Magisystemet i Dungeons & Dragons är starkt inspirerat av magin i fantasyförfattaren Jack Vances bok Den döende jorden.

### Strider

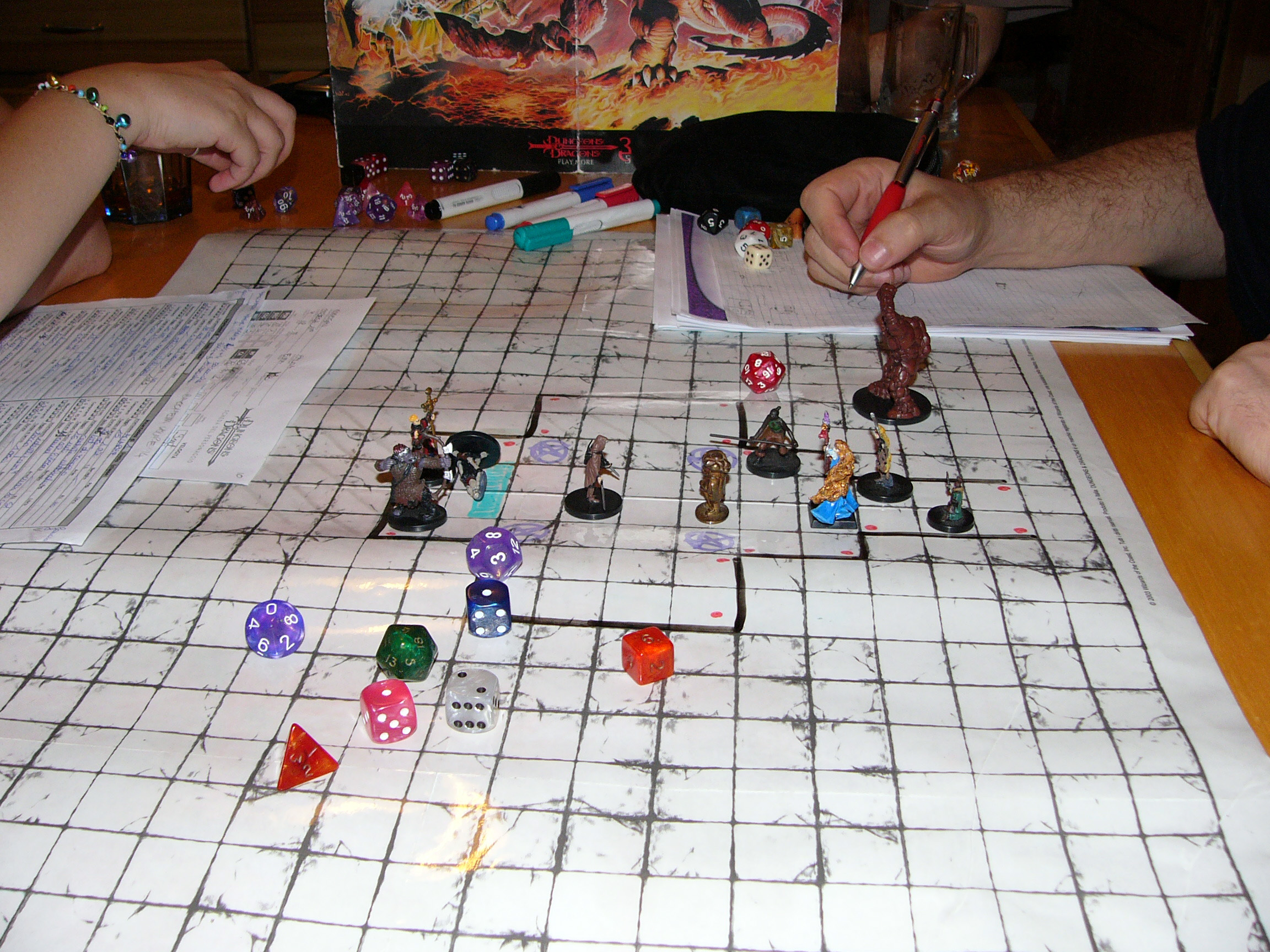
En strid där miniatyrer och en karta används som hjälpmedel

Stridssystemet är baserat på samtida system för minifigurer (i princip 35 mm tennsoldater och dylikt). När strid uppstår delas tiden, för att göra det mer överskådligt och för att kunna avgöra i vilken ordning saker och ting sker, upp i tio sekunder långa enheter, kallade stridsrundor (combat rounds). Det första som sker är att man avgör i vilken ordning de inblandade agerar. När detta är gjort agerar den man konstaterat är först genom att tala om vad dennes rollfigur gör och eventuellt slår tärningar för att se ifall man träffar sin motståndare. Om någon blir träffad slår anfallaren fler tärningar för att se hur mycket skada som målet åsamkas. Varje aktör, vare sig det är en rollfigur eller ett monster, har skadepoäng (hit points) som avgör hur mycket skada de tål. Resultatet av skadetärningsslaget dras av från målets skadepoäng och när de är nere i noll är denne död eller medvetslös. Detta upprepas tills alla fiender besegrats eller striden tar slut på annat sätt (rollfigurerna kan fly, till exempel). En rollfigurs egenskaper, till exempel dennes styrka och smidighet, kan påverka sannolikheten att träffa och den skada som görs.

### Erfarenhet
Rollfigurerna får erfarenhetspoäng (experience points), när de besegrar monster, löser gåtor och övervinner svårigheter på alla vis. När en rollfigur har samlat tillräckligt många erfarenhetspoäng stiger den i nivå (level) och kan bli bättre på att slåss, tåla mer skada, få fler och mäktigare formler och tillgång till fler förmågor, allt beroende på vilket yrke rollfiguren har.

### Rollfigurer

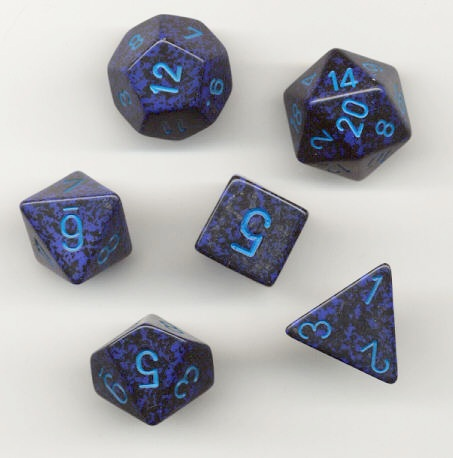
Andra tärningar än sexsidiga är vanliga.

Spelaren skapar en rollfigur som är av en viss klass eller yrke (class). Det finns en mängd sådana att välja mellan men de som finns i senaste utgåvan av spelets grundregler är; krigare (fighter), magiker (wizard), präst (cleric), tjuv (rogue), druid, barbar (barbarian), paladin, bard, trollkonstnär (sorcerer), munk (monk) och jägare (ranger), vilket bestämmer mycket av dess förmågor i spelet. Allteftersom spelet fortskrider kan man fortsätta inom samma karriär eller grena ut till andra.
Spelaren väljer även livsåskådning (alignment) åt sin rollfigur. Livsåskådning är tvådelat. Först väljer man huruvida man är god, ond eller neutral. Till detta lägger man även till var man befinner sig på axeln lag/kaos, även den med en neutral mittposition. Således finns det nio olika kombinationer som kan utgöra ens livsåskådning.

#### Folkslag (Races)
När man skapar sin rollfigur i Dungeons & Dragons måste man dessutom välja vilket folkslag (race) man skall tillhöra. De vanligaste och några av de få som grundregelboken förklarar är människa, halvalv, alv, halvling, halvorch, gnom och dvärg.

##### Alv (Elf)
Alverna är som den typiska fantasyalven med vackert utseende och naturvänligt beteende. De har en fallenhet för att använda magi och när de tvingas ta till vapen använder de helst pilbågar, gärna ur välkamouflerade bakhåll.

##### Dvärg (Dwarf)
Dvärgarna är typiska för de dvärgar som är vanliga inom fantasyn och är korta, robusta och vanligen utrustade med långa skägg. De bor djupt under bergen där de ägnar sig åt gruvdrift och smideskonst. Dvärgiska krigare använder oftast yxor och ringbrynjor.

##### Gnom (Gnome)
Gnomerna är korta varelser med en förkärlek för magisk illusionism. De är påhittiga, klåfingriga och är kända för att de gärna spelar sin omgivning spratt, som bara ibland uppskattas.

##### Halvalv (Half-Elf)
Halvalven är en korsning mellan en människa och en alv och vars utseende enklast kan beskrivas som en människa med några alviska drag eller tvärt om. Även om de oftast inte på något sätt är utstötta så har de ofta lite problem att känna att de passar in, vare sig de är uppvuxna hos alver eller människor.

##### Halvling (Halfling)
Halvlingen kan bäst beskrivas som en variant av J.R.R. Tolkiens hobbitar. Till utseendet liknar de människor med spetsiga öron och en aning längre huvud, vilket skiljer sig ifrån J.R.R. Tolkiens hobbitar. Däremot så är de små och kvicka, vilket gör att de passar utmärkt som tjuvar (rogue) då dess lilla storlek är en fördel i det yrket.

##### Halvorch (Half-Orc)
Halvorcherna är sådana där den ene föräldern är människa och den andre orch. Det är lite olika vilken av föräldrarna de tar efter, vissa halvorcher skulle kunna tas för fullblodsorcher medan andra inte går att skilja från vanliga människor. De flesta har dock ärvt lite från båda folken och de är vanligen storvuxna, gulögda och ganska håriga. Ofta är de utstötta, både av människor och orcher och tenderar att leva lite vid sidan av det vanliga samhället.

##### Människa (Human)
Människor i Dungeon & Dragons världar är identiska med människor från vår egen värld.

#### Yrken (Classes)
I spelet finns det en mängd yrken (Classes), vilka enklast kan beskrivas som rollpersonens sysselsättning eller vilken typ av figur det är. En persons yrke har stor betydelse för vilka förmågor denne besitter, i ännu högre grad än till exempel vilket folkslag denne tillhör. Det finns en stor mängd olika yrken att välja mellan,  men följande finns beskrivna i den utgåvan 3.5 av spelets grundregler; Barbar (Barbarian), Bard (Bard), Präst (Cleric), Druid (Druid), Krigare (Fighter), Munk (Monk), Paladin (Paladin), Jägare (Ranger), Tjuv (Rogue), Trollkonstnär (Sorcerer) och Magiker (Wizard). 
Även om man generellt startar med bara ett yrke så är det fullt möjligt att så småningom skaffa fler. Detta kallas Multiclassing.
Det finns inga begränsningar vad gäller folkslag och yrke, även om vissa kombinationer är vanligare än andra. Halvorcher till exempel är ofta barbarer, medan halvlingar ofta är tjuvar och dvärgar ofta väljer krigaryrket.

##### Barbar (Barbarian)
Barbaren är en vildmarkskrigare, känd för sin styrka och uthållighet. Det som skiljer dem från andra krigare är deras förmåga att arbeta upp sig i ett bärsärkliknande tillstånd av vrede (Rage) där de i närstrid under en kort period kan åsamka sina fiender större skador, samtidigt som de inte bryr sig om sig egen säkerhet.

##### Bard (Bard)
Barden är en skojare med många olika förmågor. De är kunniga om gamla myter och sägner, samtidigt som de är fenomenala i olika sociala situationer. De har även en begränsad magisk förmåga.

##### Präst (Cleric)
Religion är i Dungeons & Dragons olika världar en konkret realitet och de gudar som finns lägger sig gärna i de förehavanden som pågår där. Prästen är en person som inte bara bekänner sig till en viss religion utan som även vigt sitt liv åt den. Så länge prästen följer sin guds bud så har denne tillgång till ett antal olika gudomliga förmågor, de mest spektakulära är att de har förmågan att hela sjuka och skadade samt att de i sin guds namn kan fördriva och, i vissa fall, även förinta vandöda.

##### Druid (Druid)
Druiden är en variant av prästen (se ovan) men som istället för att bekänna sig till en viss religion istället vördar naturen såsom varande gudomlig. Druiden är ofta väktare över ett visst geografiskt område och mycket lite sker däri utan att de har kännedom om det.

##### Krigare (Fighter)
En krigare är specialiserad på strid av alla slag. De har vana av att använda alla typer av vapen och har tillgång till en lång rad specialiserade stridsmanövrer.

##### Munk (Monk)
En munk är en person som tillhör en klosterorden och är expert på obeväpnad strid. De värdesätter disciplin och vilja över allt annat och är kapabla till fysiska bragder bortom vad en människa ska klara av. Munken är klart inspirerad av österländska kampsportsutövare från vår egen värld.

##### Paladin/Tempelriddare (Paladin)
En paladin är en som, likt prästen (se ovan), vigt sitt liv åt en religion men med den skillnaden att en paladin är en krigare som med kallt stål tjänar sin gud. En paladin tjänar en av de goda gudarna och strävar efter att bekämpa ondska. En paladin har tillgång till vissa av prästens förmågor, om än i mycket begränsad form.

##### Jägare (Ranger)
Detta är en vildmarksexpert som både är stigfinnare, spårare och utbygdsjägare. De är specialister på att leva i vildmarken och behöver sällan vara utan varken mat, vatten eller skydd. De är ofta dödliga med pilbågar och andra avståndsvapen.

##### Tjuv (Rogue)
En tjuv är en person som specialiserat sig på rörlighet, lömskhet och lurendrejeri. De är ofta kunniga inom sådant som låsdyrkning, fälldesarmerande och smygande. I spelet får de ofta agera spejare som smyger i förväg framför resten av gruppen. De är även specialister på att anfalla ur bakhåll och får en extrabonus till chansen att utdela riktigt svåra skador om offret är helt ovetandes. Denna specialförmåga kallas "smyganfall" (Sneak Attack).
Fram till spelets tredje utgåva som utkom år 2000, kallades yrket Rogue för Thief (Rogue hade tidigare använts som gemensam beteckning för Thief och Bard). Detta ändrades för att poängtera att det handlade om något mer än en simpel tjuv, utan en spejare och spanare som även var en expert på att ta sig förbi fällor och lås.

##### Trollkonstnär (Sorcerer)
En trollkonstnär är en person som har förmågan att kasta magiska besvärjelser. Det som skiljer en trollkonstnär från en magiker (se nedan) är att trollkonstnärens förmåga är medfödd till skillnad från en magiker. De har även lite större frihet att välja vilka besvärjelser de vill kasta, men har i gengäld inte tillgång till riktigt lika kraftfull magi som en magiker och har dessutom ett mycket mer begränsad antal olika besvärjelser.

##### Magiker (Wizard)
En magiker är en person som har förmågan att kasta magiska besvärjelser. Det som skiljer en magiker från en trollkonstnär (se ovan) är att magikern studerat sig till sin förmåga till skillnad från trollkonstnären vars förmåga är medfödd. En magiker är också något mer begränsad i sitt val av besvärjelser eftersom denne varje morgon måste välja vilka besvärjelser denne vill kunna kasta under den kommande dagen. Magikern har å andra sidan tillgång till något kraftfullare magi än en trollkonstnär.

##### Häxmästare (Warlock)
En warlock är bunden av en pakt till en övermäktig patron (fem. matron), och säljer sin lojalitet för övernaturliga förmågor och unik magi.

## Dunder och Drakar
Dunder och Drakar är en inofficiell svensköversatt version av det amerikanska bordsrollspelet Dungeons & Dragons. Dunder och Drakar är ett projekt som drivs av Mikael Börjesson, en av grundarna av företaget Titan Games som på 1980-talet gav ut officiella översättningar av Dungeons & Dragons.

## Andra produkter
Mellan 1983 och 1985 producerade Marvel Productions den tecknade TV-serien Drakar & Demoner (en: Dungeons & Dragons) i samarbete med TSR. TV-serien är delvis baserad på bordsrollspelet, och handlar om en grupp ungdomar som hamnar i Drakarna & Demonernas värld och måste strida mot den onde Venger med hjälp av krafterna de erhåller från Drakmästaren. Krafterna barnen erhåller är baserade på yrkena jägare, krigare, tjuv, akrobat, magiker och barbar från rollspelet.
En långfilm med titeln Dungeons and Dragons, med innehåll baserat på Dungeons & Dragons-mytologin, släpptes 2000. En uppföljare, Dungeons & Dragons: Wrath of the Dragon God, har också gjorts.
Officiellt licensierade titlar bland datorspel inkluderar Baldur's Gate-serien, Icewind Dale-serien, Neverwinter Nights-serien och Planescape: Torment. Ett online-spel som utspelar sig i staden Stormreach (i kampanjvärlden Eberron) har utvecklats av Turbine Entertainment, Dungeons & Dragons Online. Man har dock ändrat reglerna en hel del (och de ändras alltmer i varje uppgradering), så det får snarare ses som ett online-spel i D&D-miljö än ett D&D-spel online. Utgivningen av Dungeons & Dragons-baserade datorspel till en lång rad hemdatorer och spelkonsoler tog fart i slutet av 1980-talet.
2003 släppte man The Dungeons & Dragons Miniatures Game som säljs i form av plastfigurer. De är slumpvist blandade och färdigmålade. De används antingen som ett komplement till standardspelet eller spelas som ett eget spel då man spelar med förenklade regler.
En rad officiellt licensierade tidningar och romaner har givits ut. Dragonlance-serien är en av de kändaste bokserierna med D&D-tema. Dragon och Dungeon är två av de kändaste tidningar som getts ut, och som än idag ges ut av Wizards of the Coast i PDF-form.
I slutet av 2014 släppte Wizkids spelet Dungeons & Dragons Attack Wing. En figurspel baserat på Regelsystemet Flight Path™ som är mest känt från Fantasy Flight Games populära spel Star Wars: X-wing. I Dungeons & Dragons Attack Wing är rymdskeppen ersatta av drakar, jättar och allsköns andra varelser som känns igen från Dungeons & Dragons miljöer.